# Ceriagrion nigrolineatum
Ceriagrion nigrolineatum е вид водно конче от семейство Coenagrionidae.

## Разпространение
Видът е разпространен в Мадагаскар.